# چیس کرافورد
کریستوفر چیس کرافورد (به انگلیسی: Christopher Chace Crawford) یک بازیگر آمریکایی است. وی به خاطر بازی در سریال شایعات دختر به شهرت رسید.
او همچنین در فیلم‌های الوییز و میثاق باری کرده‌است.
کریستوفر به دلیل بازی در نقش نیت آرچیبالد در سریال تلویزیونی شایعات دختردر ۴ سال پیاپی - از ۲۰۰۸ تا ۲۰۱۱ - در مراسم جوایز برگزیده نوجوانان موفق به دریافت جوایز متعدد شده‌است.

## جوایز
| سال  | نامزدی / اثر                                   | جایزه                                               | نتیجه    |
| ---- | ---------------------------------------------- | --------------------------------------------------- | -------- |
| ۲۰۰۸ | شایعات دختر                                    | عملکرد غیرمنتظره بازیگر مرد                         | پیروز    |
| ۲۰۰۹ | شایعات دختر                                    | بهترین بازیگر مرد سریال درام                        | پیروز    |
| ۲۰۱۰ | شایعات دختر                                    | بهترین بازیگر مرد سریال درام                        | پیروز    |
| ۲۰۱۱ | شایعات دختر                                    | بهترین بازیگر مرد سریال درام                        | پیروز    |
| ۲۰۱۲ | وقتی حامله هستی باید منتظر چه چیزی باشی (فیلم) | Choice Male Scene Stealer از جوایز برگزیده نوجوانان | نامزدشده |